# Ncuti Gatwa
Mizero Ncuti Gatwa (Kigali, 1992. október 15. –) ruandai születésű skót színész.
A Netflix Szexoktatás című sorozatával lett ismert, alakításáért számos kritikai elismerést kapott. A Ki vagy, doki? című sorozatban ő kapta a Doctor tizenötödik inkarnációjának szerepét.

## Fiatalkora és tanulmányai
1992-ben született Ruanda fővárosában, Kigaliban. Apja, Tharcisse Gatwa teológiából doktorált, majd újságíróként dolgozott. Családja az 1994-es ruandai népirtás elől Skóciába emigrált. Először Edinburghben éltek, majd tizenöt éves korában Dunfermline-be költöztek. Középiskolai tanulmányai elvégzése után a glasgow-i királyi konzervatóriumban tanult, ahol 2013-ban színjátszás szakon végzett. Tanulmányai alatt a The Polo Lounge nevű melegbárnak dolgozott, eleinte szórólapokat hordott ki, majd táncos lett. 2022-ben tiszteletbeli doktori címet kapott.

## Pályafutása
Diplomázása után a Dundee Repertory Theatre-ben játszott, többek között David Greig Victoria című darabjában is fellépett. Ekkoriban három ismeretlen megtámadta őt és eltörték az állkapcsát, az incidens óta titánium-beültetéssel él. 2014-ben epizódszerepet kapott a Bob Servant című szitkomban. Színházban Mercutiót alakította a Rómeó és Júiiában, alakítása miatt Ian Charleson-díjban részesítették.
2015-ben a Stonemouth című minisorozatban játszott, majd különféle színházi darabokkal vált ismertté. 2016-ban a Szentivánéji álomban alakította Demetriust.
2019-ben a Netflix Szexoktatás című sorozatában kapta meg Eric Efflong szerepét. Közvetlenül előtte nagyon szerény körülmények között élt, gyakorlatilag nem volt se otthona, se megtakarításai, és ismerősöknél húzta meg magát. Szerepét a nézők és a kritika is nagyon jól fogadták, dicsérve, hogy egyáltalán nem sztereotip módon alakítja a legjobb meleg vagy legjobb fekete barátot. Alakításáért 2020-ban BAFTA Scotland Award-ot kapott, 2020 és 2022 között pedig háromszor jelölték a BAFTA televíziós díjra.
A Szexoktatás után Greta Gerwig Barbie című filmjében játszott, valamint III. Károly brit király koronázási ünnepségén Mel Mac kíséretében adott elő egy jelenetet. 2022-ben jelentették be, hogy megkapta a Doctor szerepét a Ki vagy, doki? című sorozatban, ezzel ő lett a címszereplő tizenötödik inkarnációja. Ő volt az első fekete szereplő ebben a szerepben, az első színész, aki az Egyesült Királyságon kívül született, továbbá a negyedik skót színész.

## Magánélete
2023-ban az Elle magazin hasábjain jelentette be hivatalosan, hogy queer identitásúnak tartja magát. Korábban nem akart erről beszélni, a saját biztonsága és mentális egészsége érdekében. Azt is elmondta, hogy igazából sosem titkolta, csak nem beszélt róla. Coming outjában egyrészt a Szexoktatásban játszott szerepe inspirálta, valamint egy ruandai queer nő, akivel egy manchesteri Pride-on találkozott.
Az asztrológia lelkes híve, ő maga Mérleg csillagjegyű.

## Filmográfia

### Film
| Év   | Magyar cím                                | Eredeti cím                                   | Szerep     | Magyar hang |
| ---- | ----------------------------------------- | --------------------------------------------- | ---------- | ----------- |
| 2019 | Ókori hisztéria: A léha rómaiak kalandjai | Horrible Histories: The Movie – Rotten Romans | Timidius   |             |
| 2021 | Az utolsó szerelmes levél                 | The Last Letter from Your Lover               | Nick       |             |
| 2023 | Barbie                                    | Barbie                                        | Művész Ken | Dér Zsolt   |

### Televízió
| Év        | Magyar cím     | Eredeti cím                    | Szerep             | Megjegyzések                                  |
| --------- | -------------- | ------------------------------ | ------------------ | --------------------------------------------- |
| 2014      |                | Bob Servant                    | vásárló            | 1 epizód                                      |
| 2015      |                | Stonemouth                     | Dougie             | 2 epizód                                      |
| 2019–2023 | Szexoktatás    | Sex Education                  | Eric Effiong       | - főszereplő - magyar hangja: - Márkus Sándor |
| 2023      |                | An Adventure in Space and Time | Tizenötödik Doktor | cameo                                         |
| 2023–2025 | Ki vagy, doki? | Doctor Who                     | Tizenötödik Doktor | - főszereplő - magyar hangja: - Czető Roland  |
| 2024      | A levegő urai  | Masters of the Air             | Robert Daniels     | minisorozat (2 epizód)                        |
| 2024      |                | Tales of the TARDIS            | Tizenötödik Doktor | 1 epizód                                      |

### Videójátékok
| Év   | Cím          | Szerep         | Megjegyzések                   |
| ---- | ------------ | -------------- | ------------------------------ |
| 2022 | Grid Legends | Valentin Manzi | hang és élőszereplős jelenetek |

## Színház
| Év        | Cím                                     | Szerep                       | Színház                     |
| --------- | --------------------------------------- | ---------------------------- | --------------------------- |
| 2013      | Victoria                                | Gavin/Callum/Patrick         | Dundee Rep                  |
| 2013      | Hecuba                                  | Polydorus                    | Dundee Rep                  |
| 2013      | A barátságos óriás                      | Sam/Head of Army/Childchewer | Dundee Rep                  |
| 2014      | Tíz kicsi néger                         | Anthony James Marston        | Dundee Rep                  |
| 2014      | Cars and Boys                           | Robert                       | Dundee Rep                  |
| 2014      | Woman in Mind                           | Tony                         | Dundee Rep / Birmingham Rep |
| 2014      | Rómeó és Júlia                          | Mercutio                     | HOME                        |
| 2015      | Szerelmes Shakespeare                   | Wabash                       | Noël Coward Theatre         |
| 2015      | Lines                                   | Valentine                    | The Yard Theatre            |
| 2015–2017 | 946: The Amazing Story of Adolphus Tips | Adolphus                     | Shakespeare's Globe         |
| 2016      | Szentivánéji álom                       | Demetrius                    | Shakespeare's Globe         |
| 2017      | Trouble in Mind                         | John Nevins                  | Print Room at the Coronet   |
| 2017–2018 | The Claim                               | Serge                        | Crucible Theatre            |
| 2018      | The Rivals                              | Jack Absolute                | Watermill Theatre           |